# Sigmund Lindauer

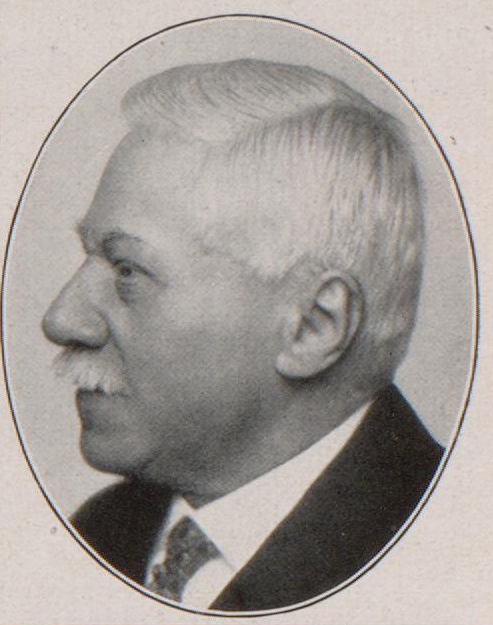
Sigmund Lindauer (um 1928)

Sigmund Lindauer (* 23. November 1862 in Cannstatt, heute Stadtteil von Stuttgart; † 12. Oktober 1935 ebenda) war ein deutscher Textilunternehmer und Erfinder der Hautana, dem ersten seriell gefertigten Büstenhalter, der 1913 patentiert wurde. 

## Leben
Sigmund war der Sohn des Korsettherstellers Salomon Lindauer. Der Vater betrieb die Firma „J. & S. Einstein“ und wurde nach der Fusion mit der Textilfirma „H. Gutmann & Cie.“ in Cannstatt deren Geschäftsführer. Er war ein angesehener Bürger, der sechs Jahre lang im Gemeinderat der Oberamtsstadt wirkte (1899–1905).
Er war ein moderner Industrieller, der mit seinen Brüdern Max und Julius im Team arbeitete und sich für die Belange der Angestellten interessierte.
Die Firma hatte ihren Stammsitz auf der Hallstraße 25 und stellte unter anderem Korsagen her. Nach seinem Einstieg in den väterlichen Betrieb benannte er die Fabrik 1882 in „S. Lindauer & Co.“ um. Die Firma besaß Niederlassungen in Holzgerlingen, Paris (geleitet vom Bruder Julius) und in New York.
Die Villa der Industriellen-Familie befand sich auf der Taubenheimstraße 8, wo sich heute die Sportklinik Stuttgart befindet und gegenüber dem heutigen Kurpark, wo damals Gottlieb Daimler in seinem Garten eine Versuchswerkstatt betrieb.
Sigmund Lindauer war verheiratet mit Rosa Kahn (* 27. Januar 1866 – im Ghetto Theresienstadt verschollen; am 14. April 2012 mit Stolperstein erinnert). Sie hatten eine Tochter mit Namen Marie (* 5. September 1889; † 10. November 1972). Diese heiratete den Buchautor und Miedermacher Wilhelm Meyer-Ilschen (* 8. Dezember 1878; † 4. August 1946).
Sigmund Lindauer wurde auf dem Pragfriedhof in Stuttgart feuerbestattet, was auf seine liberale Einstellung zur jüdischen Religion hinweist. Er ist heute auf dem Familiengrab der Familie Mayer-Ilschen auf dem Uff-Kirchhof in Bad Cannstatt beigesetzt.
Um der Enteignung durch die Nationalsozialisten zu entgehen, wurde die Firma nach seinem Tod 1938 in „Wilhelm Mayer-Ilschen Korsett- und Trikotagenfabrik“ umbenannt.
Die Tochter Marie Meyer-Ilschen führte die Firma nach dem Zweiten Weltkrieg ab 1946 erst alleine und ab 1949 zusammen mit ihrer Tochter Rosmarie Usener weiter.

## Prima Donna und Hautana
Prima Donna ist der seit 1890 geschützte Markenname für Korsetts und existiert noch heute, da die Marke mitsamt den Markenrechten am 1. Januar 1990 an den belgischen Dessous-Hersteller Van de Velde in Schellebellein in der Provinz Ostflandern verkauft wurde. Hautana ist seit 1912 der Markenname des "hautnahen Büstenhalters", ein Modell aus Seidentrikot, das ohne Versteifung direkt auf der Haut getragen wird, des ersten industriell in Serie gefertigten Büstenhalters. Registriert wurde dies vom Patentamt Stuttgart im Jahr 1912 unter "Nummer 346".
2012 erinnerte die Ausstellung „Prima Donna: Zur wechselvollen Geschichte einer Cannstatter Korsettfabrik“ im Stadtmuseum Bad Cannstatt an die abwechslungsreiche Geschichte des Unternehmens.

## Ehrungen
- Sigmund-Lindauer-Weg in Stuttgart-Bad Cannstatt